# Группа ГМС
Группа ГМС (англ. HMS Group) — машиностроительный и инжиниринговый холдинг, производитель насосного, компрессорного и нефтегазового оборудования, производственные и инжиниринговые активы  которого расположены в России и Беларуси. Полное фирменное наименование на русском языке: Акционерное общество «Группа ГМС».
Головной компанией группы является ООО «Управляющая компания „Группа ГМС“».
Головной офис компании находится в Москве.

## Основные направления деятельности
Pазработка, производство и полнокомплектная поставка:
- насосов, насосных агрегатов и насосных станций;
- компрессоров, компрессорных установок, газоперекачивающих агрегатов и компрессорных станций;
- нефтегазового оборудования в блочно-модульном исполнении[2].

## Структура
Группа ГМС осуществляет свою деятельность через дочерние общества, расположенные в России, Беларуси, Украине (активы арестованы) и Германии (активы арестованы):
- Управляющая компания «Группа ГМС» (ООО «УК Группа ГМС»)
- Дивизион «Промышленные насосы»:
  - АО «ГМС Ливгидромаш»
  - АО «Ливнынасос»
  - АО «Сумский завод «Насосэнергомаш» (Украина)
  - ОАО «Завод Промбурвод» (Беларусь)
  - ОАО «Бобруйский машиностроительный завод» (Беларусь)
  - Apollo Goessnitz GmbH (Германия)
  - АО «Гидромашсервис» (объединённая торговая и инжиниринговая компания)
  - АО «Димитровградхиммаш»
  - АО «Нижневартовскремсервис»
- Бизнес-единица «Нефтегазовое оборудование и проекты»:
  - АО «ГМС Нефтемаш»
  - АО «Сибнефтемаш»
  - АО «Инженерно-производственная фирма «Сибнефтеавтоматика»
  - ОАО Институт «Ростовский водоканалпроект»
  - ПАО «Гипротюменнефтегаз»
- Бизнес-единица «ГМС Компрессоры»:
  - ОАО «Казанькомпрессормаш»
  - АО «НИИтурбокомпрессор им. В.Б. Шнеппа»
- ПАО «Томскгазстрой»
- Зависимые общества:
  - ПАО «Научно-исследовательский и проектно-конструкторский институт атомного и энергетического насосостроения» — ВНИИАЭН (Украина)

Группа ГМС входит в Российский союз промышленников и предпринимателей, Союз машиностроителей России, Российскую ассоциацию производителей насосов, Союз производителей нефтегазового оборудования, Ассоциацию производителей оборудования «Новые технологии газовой отрасли».

## История
Группа ГМС ведёт свою историю с основанного в 1993 году ЗАО «Гидромашсервис» (с 2015 года — АО «Гидромашсервис»), основной деятельностью которого была поставка насосного оборудования в Россию и страны СНГ (в первую очередь в Беларусь, Украину, Молдову, Кыргызстан).
В период с 1997 по 2003 годы «Гидромашсервис» принимал участие в реализации программы ООН по Ираку «Нефть в обмен на продовольствие», поставляя в страну насосное и нефтегазовое оборудование, а также выступая генеральным подрядчиком при сооружении гидротехнических объектов.
В период с 2003 до 2013 года в группу вошли следующие компании:
- 2003 — ОАО «Ливгидромаш» (с 07.07.2014 ОАО «ГМС Ливгидромаш»)
- 2004 — АО «ГМС Нефтемаш» (до 26.08.2010 - ОАО «Нефтемаш»)
- 2005 — АО «Сумский завод «Насосэнергомаш» (Украина) и ОАО «Ливнынасос»
- 2006 — ОАО «Нижневартовскремсервис»
- 2007 — ОАО Завод «Промбурвод» (Беларусь), ОАО «ВНИИАЭН» (Украина), ОАО «Томскгазстрой», ОАО «Димитровградхиммаш»
- 2008 — ЗАО НПО «Гидромаш» (Украина), ОАО «ИПФ Сибнефтеавтоматика»
- 2009 — ОАО «Институт «Ростовский Водоканалпроект»
- 2010 — ОАО «Гипротюменнефтегаз». ЗАО НПО «Гидромаш» было объединено с АО «Сумский завод «Насосэнергомаш»
- 2011 — ОАО «Сибнефтемаш», ОАО «Бобруйский машиностроительный завод»
- 2012 — ОАО «Казанькомпрессормаш», Apollo Goessnitz GmbH
- 2013 — ЗАО «НИИтурбокомпрессор им. В.Б. Шнеппа»

В 2005 году на базе приобретаемых активов была создана ООО «Инвестиционно-промышленная группа «Гидравлические машины и системы», а для управления этими активами — ООО «Управляющая компания «Гидравлические машины и системы», которая стала осуществлять функции единоличного исполнительного органа в отношении всех дочерних российских компаний группы.
В 2008 году ООО «Инвестиционно-промышленная группа «Гидравлические машины и системы» была преобразована в ОАО «Группа ГМС» (с 2015 года — АО «Группа ГМС»).
В феврале 2011 года «Группа ГМС» разместила 37 % глобальных депозитарных расписок (GDR) компании в рамках первичного публичного размещения акций (IPO)  на Лондонской фондовой бирже, организатором которого выступили JP Morgan, Morgan Stanley и «Ренессанс Капитал».
По итогам 2020 года компания получила убыток в 816 млн рублей (в 2021 году была получена прибыль в размере 151 млн руб.)  По состоянию на 11 мая 2021 года структура собственности была такой: Владимир Лукьяненко владел  долей 27,44% акций, Герман Цой  — 19,75% акций, менеджмент компании  — 34,46%, казначейский пакет составлял 1,1%.
В мае 2021 года стало известно, что Московская биржа допустила к торгам глобальные депозитарные расписки  группы ГМС, данные ценные бумаги попали в  включены в первый котировальный список.
В июле 2022 года были арестованы украинские активы «Группы ГМС». Также компания лишилась активов в Германии.
В октябре 2024 года по решению украинского суда  украинские активы «Группы ГМС» (акции завода «Насосэнергомаш» (НЭМ) и Научно-исследовательского института атомного и энергетического насосостроения (ВНИИАЭН) в городе Сумы) были национализированы.
Указом президента РФ Владимира Путина от 30 декабря 2024 года №1130 во временное внешнее управление Росимущества были переданы основные российские активы «Группы ГМС», включая акции АО «ГМС Холдинг», принадлежащие кипрской H.M.S. Technologies Limited.

## Рейтинги
- Рейтинговое агентство «Эксперт РА» в 2017 году присвоило «Группе ГМС» рейтинговую оценку ruA+ со стабильным прогнозом. В 2018 году рейтинг был подтверждён, в 2029 понижен до ruA, в 2020 — до ruA-. На этом уровне рейтинг подтверждался в 2021-2023 годах, в 2024 году повышен до ruA. В 2025 году рейтинг был подтверждён и поставлен под наблюдение[13].
- В октябре 2021 года рейтинговое агентство НКР присвоило АО «ГМС» кредитный рейтинг A-.ru со стабильным прогнозом[14], в 2022 году рейтинг и прогноз остались без изменений[15]. В 2023 году НКР повысило кредитный рейтинг АО «ГМС» с A-.ru до A.ru со стабильным прогнозом[16], в 2024 году - повысило кредитный рейтинг с A.ru до A+.ru со стабильным прогнозом[17]. В январе 2025 года Рейтинговое агентство НКР изменило прогноз по кредитному рейтингу АО «ГМС» со стабильного на «рейтинг на пересмотре — неопределённый прогноз», кредитный рейтинг компании продолжил действовать на уровне А+.ru[18].

## Санкции
14 сентября 2023 года, в ответ на российское нападение на Украину, «Группа ГМС» включена в блокирующий санкционный список США против производственного сектора экономики России. Ранее, 12 мая 2023 года, холдинг был включён в санкционный список Украины по аналогичному основанию.